# Mongoleon modestus
Mongoleon modestus is een insect uit de familie van de mierenleeuwen (Myrmeleontidae), die tot de orde netvleugeligen (Neuroptera) behoort. 
Mongoleon modestus is voor het eerst wetenschappelijk beschreven door Hölzel in 1970.